# Караман, Хикмет
Хикмет Караман (тур. Hikmet Karaman; род. 9 марта 1960, Тиреболу, Гиресун) — турецкий футбольный тренер. В начале своей тренерской карьеры он работал помощником таких специалистов, как Райнхард Зафтиг и Мустафа Денизли в «Галатасарае» и «Коджаэлиспоре», а также ассистентом Хольгера Осиека в «Коджаэлиспоре» и «Фенербахче». В качестве главного тренера Караман возглавлял команды «Коджаэлиспор», «Зейтинбурнуспор», «Эрзурумспор», «Ризеспор», «Аданаспор», «Кайсериспор», «Анкарагюджю», «Анкараспор», «Антальяспор», «Манисаспор», «Газиантепспор», «Бурсаспор», «Кайсери Эрджиесспор» и «Аланьяспор». За свою карьеру он выиграл Кубок Турции с «Коджаэлиспором» и дважды становился победителем второй по значимости лиги Турции, с «Ризеспором» и «Антальяспором».
Главный тренер клуба «Зимбру» с октября 2024 года.

## Биография
Имеет профессиональную лицензию УЕФА, говорит на немецком языке на продвинутом уровне и на английском языке на начальном уровне. Начинал свою футбольную карьеру в юношеском составе «Коджаэлиспора», сначала играя на позиции нападающего, затем на месте полузащитника и, наконец, на позиции левого защитника. Во время учёбы в Берлине играл в немецком клубе «Рот-Вайсс», а затем — в «Нормании 08». Потом играл роль играющего тренера в команде «Берлин Тюркспор 1965». Хикмет Караман также получил тренерские лицензии C, B и A в кёльнской спортивной школе «Хеннеф». Среди его преподавателей были Бернд Штёбер, Хольгер Осиек, Руте Мюллер и Берти Фогтс.

### 1994—2001
В 1994 году вернулся в Турцию, где стал работать помощником главного тренера «Коджаэлиспора» Райнхарда Зафтига. В 1995—1996 годах занимал ту же должность при Зафтиге в «Галатасарае», который тогда играл против «Гётеборга», «Манчестер Юнайтед» и «Барселоны» в Лиге чемпионов УЕФА. В сезоне 1997/98 Караман вернулся в «Коджаэлиспор», где работал ассистентом Мустафы Денизли, а затем Хольгера Осиека, под началом последнего команда в 1997 году выиграла Кубок Турции. В 1999 году Караман впервые сам занял пост главного тренера, возглавив «Зейтинбурнуспор», где проработал полсезона, а затем стал наставником «Эрзурумспора», выступавшего тогда в главной турецкой лиге. В 1999 году возглавил находившийся на последнем месте в первой лиге «Аданаспор» и привёл его к итоговому девятому месту.

### 2001—2006
В сезоне 2000/01 Караман возглавил «Коджаэлиспор», к тому времени имевший 4 очка в 14 играх. Под его руководством команда в итоге заняла 13-е место с 41 очком, попутно одержав гостевую победу над «Галатасараем» со счётом 3:2, и выиграла Кубок Турции, разгромив 4:0 в финале «Бешикташ», который тогда возглавлял Кристоф Даум. После двух лет, проведённых в «Коджаэлиспоре», Караман в феврале 2003 года возглавил «Ризеспор», выведя его в том же сезоне в Суперлигу, а также в полуфинал Кубка Турции.

### 2006—2010
В начале 2006 года Караман занял пост главного тренера «Кайсериспора», набравшего лишь 11 очков в первой половине Суперлиги 2005/2006. Под его началом команда потерпела лишь четыре поражения в 17 матчах во второй половине чемпионата Турции, что спасло её от вылета. Летом того же года Караман возглавил «Анкарагюджю». В следующем сезоне он занял пост главного тренера «Анкараспора», имевшего 3 очка в 9 играх, и сохранил ему место в Суперлиге по итогам турнира. Затем Караман вернулся в «Анкарагюджю» и также спас его от вылета. В 2010 году возглавил «Манисаспор», потерпевший четыре поражения в четырёх матчах на старте чемпионата, а под его руководством занявший десятое место.

### С 2012
В сезоне 2012/13 Караман заменил Абдуллу Эрджана на посту главного тренера «Газиантепспора». 4 февраля 2013 года он расторг контракт с клубом и перешёл на работу в «Бурсаспор» два дня спустя. После домашнего поражения 0:3 от «Войводины» в рамках второго квалификационного раунда Лиги Европы УЕФА он был уволен.
18 октября 2024 года клуб «Зимбру» объявил, что достиг соглашения с Караманом.

## Статистика
| Зейтинбурнуспор     | Турция | 7 мая 1998       | 1 июля 1998      | 2   | 0   | 1   | 1   | 000,00 |
| Эрзурумспор         | Турция | 1 июля 1998      | 22 апреля 1999   | 34  | 11  | 8   | 15  | 032,35 |
| Ризеспор            | Турция | 22 апреля 1999   | 1 декабря 1999   | 21  | 14  | 1   | 6   | 066,67 |
| Аданаспор           | Турция | 1 декабря 1999   | 8 декабря 2000   | 41  | 15  | 9   | 17  | 036,59 |
| Коджаэлиспор        | Турция | 8 декабря 2000   | 19 февраля 2003  | 84  | 33  | 14  | 37  | 039,29 |
| Ризеспор            | Турция | 19 февраля 2003  | 1 октября 2004   | 61  | 30  | 8   | 23  | 049,18 |
| Кайсериспор         | Турция | 1 октября 2004   | 30 июня 2005     | 31  | 10  | 9   | 12  | 032,26 |
| Анкарагюджю         | Турция | 10 февраля 2006  | 30 июня 2006     | 17  | 6   | 3   | 8   | 035,29 |
| Малатьяспор         | Турция | 30 июня 2006     | 15 сентября 2006 | 4   | 2   | 1   | 1   | 050,00 |
| Анкарагюджю         | Турция | 15 сентября 2006 | 17 июля 2007     | 34  | 15  | 6   | 13  | 044,12 |
| Анкараспор          | Турция | 17 июля 2007     | 4 марта 2008     | 20  | 7   | 7   | 6   | 035,00 |
| Антальяспор         | Турция | 31 марта 2008    | 14 августа 2008  | 7   | 3   | 3   | 1   | 042,86 |
| Анкарагюджю         | Турция | 24 марта 2009    | 12 ноября 2009   | 22  | 9   | 4   | 9   | 040,91 |
| Манисаспор          | Турция | 14 сентября 2010 | 30 июня 2011     | 35  | 14  | 4   | 17  | 040,00 |
| Газиантепспор       | Турция | 27 января 2012   | 4 февраля 2013   | 36  | 16  | 7   | 13  | 044,44 |
| Бурсаспор           | Турция | 6 февраля 2013   | 13 августа 2013  | 17  | 8   | 4   | 5   | 047,06 |
| Кайсери Эрджиесспор | Турция | 23 декабря 2013  | 31 мая 2014      | 19  | 7   | 4   | 8   | 036,84 |
| Ризеспор            | Турция | 14 декабря 2014  | 5 октября 2017   | 128 | 50  | 28  | 50  | 039,06 |
| Аланьяспор          | Турция | 3 января 2018    | 26 февраля 2018  | 6   | 1   | 0   | 5   | 016,67 |
| Всего               | Всего  | Всего            | Всего            | 619 | 251 | 121 | 247 | 040,55 |

## Достижения
- Обладатель Кубка Турции (1): 2001/02